# Phaeotabanus dissimilis
Phaeotabanus dissimilis är en tvåvingeart som beskrevs av Barretto 1950. Phaeotabanus dissimilis ingår i släktet Phaeotabanus och familjen bromsar. Inga underarter finns listade i Catalogue of Life.